# Традиционные постройки народа ашанти
Традиционные постройки народа ашанти — объект Всемирного наследия в Гане, представляющий собой комплекс из 13 зданий, построенных на данной территории в период существования государства Ашанти.
«Золотой век» королевства Ашанти пришёлся на XVIII век; в период с 1806 по 1901 год (год окончательного завоевания государства Великобританией) государство медленно клонилось к упадку, и в процессе британского завоевания большинство зданий традиционной постройки были уничтожены. В частности, королевский дворец Ашанти был разрушен по приказу Роберта Баден-Пауэлла в 1895 году.
Здания описывались как «дома богов и людей» и последнее наследие истории и культуры народа ашанти. Дома построены из глины, соломы и дерева, вследствие чего уязвимы для вредных природных воздействий, в связи с чем существует необходимость в специальных мероприятиях по их охране.